# Granatka
Granatka (oryg. fr. La Grenadière) – powieść Honoriusza Balzaka, po raz pierwszy wydana w 1832, wchodząca w skład Scen z życia prywatnego cyklu Komedia ludzka.

## Okoliczności powstania utworu
Pierwsza wzmianka na temat utworu znajduje się w albumie Myśli, tematy, Fragmenty: Cierpienia zaufania Bogu. Matka umierająca pod opieką synów. Nie jest zamężna. Jej pogrzeb. Zapisek jest datowany na przełom czerwca i lipca 1832 roku. Utwór powstał, jak wspomina Zelma Carraud, w ciągu jednej nocy. Został opublikowany 28 października 1832 roku w Revue de Paris. W postaci książkowej ukazał się w 1834 roku w VI tomie Studiów obyczajowych XIX wieku u Mme Béchet. Potem w 1839 roku u Charpentiera i w 1842 u Furne’a. W wydaniu z 1842 roku Balzac dodał dedykację dla Pani Marbouty.

## Treść
W posiadłości o nazwie Granatka w Turenii trzydziestosześcioletnia Augusta Willemsens samotnie wychowuje dwóch synów. Czystość jej obyczajów i troska o dzieci czyni z niej obiekt podziwu całej okolicy. Kobieta jest jednak ciężko chora i świadoma rychłej śmierci. Pragnąć ochronić interesy synów, przed śmiercią przekazuje im ich akty urodzenia (z których wynika, że dzieci pochodziły ze związku pozamałżeńskiego) oraz dowód na to, że była żoną angielskiego lorda Brandona. Po jej śmierci młodszy syn trafia do kolegium, starszy zaciąga się do marynarki.

## Osoby występujące w utworze
- Augusta Willemsens (księżna de Brandon) – nie można być pewnym ani jej imienia ani nazwiska. Augustę w wydaniu Furne’a zastępuje bowiem Maria. Jej nazwisko po mężu pojawia się tylko w pożegnalnym liście, który podpisała Ludwik Gaston, imieniem i nazwiskiem swego najstarszego syna. Umarła w 36 roku życia, a na jej grobie znalazło się tylko jej imię i wzmianka: kobieta nieszczęśliwa.
- Ludwik Gaston – jej starszy syn. W chwili śmierci matki w 1819 lub 1820 roku ma 14 lat. Jego dalsze losy zostały przedstawione w Listach dwóch młodych mężatek.
- Maria Gaston – młodszy brat Ludwka. Umieszczony przez brata w kolegium w Tours, został przygarnięty przez d’Artheza (Listy dwóch młodych mężatek)[1].

## Cechy utworu
Granatka, podobnie jak Kobieta porzucona, a w mniejszym stopniu Pani Firmiani, należy do utworów, w których Balzak opisuje postać kobiety zdolnej do każdego poświęcenia, pełnej godności mimo osobistych nieszczęść, oddanej najbliższym. Charakterystyka głównej bohaterki łączy się z opisami przyrody tureńskiej, którą Balzak ukazywał w oparciu o własne wspomnienia z dzieciństwa. Również tytułowy dom, który był inspiracją dla napisania powieści, był autentycznym miejscem, które pisarz odwiedził dwa lata przez napisaniem utworu razem z Laurą de Berny.
Wyjątkową cechą powieści jest liczba nierozwiązanych wątków fabularnych oraz kwestii, które nie zostają w niej wyjaśnione: narrator nie ujawnia ani powodów, dla których lady Brandon znalazła się właśnie w Turenii, nazwiska i okoliczności śmierci jej kochanka, przyczyn jej konfliktu z lady Dudley, bohaterką Lilii w dolinie. Inne powieści Komedii ludzkiej, w wątkach pobocznych, kilkakrotnie jednak czynią aluzję do tragedii, jaka spotkała Augustę Willemsens (Listy dwóch młodych mężatek, Ojciec Goriot). Pozostawienie zasadniczych pytań fabularnych bez odpowiedzi pozwala skupić się na postaci głównej bohaterki i eksponuje jej miłość do dzieci bez zwracania uwagi na inne elementy jej biografii.